# 319e régiment d'artillerie
Le 319e régiment d'artillerie (319e RA) est une ancienne unité d'artillerie française, active au début de la Seconde Guerre mondiale.

## Création et différentes dénominations
- 20 mars 1940 : création
- juin 1940 : dissous

## Historique

### Seconde Guerre mondiale
Le 319e régiment d'artillerie à tracteurs tout-terrain (319e RATTT) est formé le 20 mars 1940, à partir du Ier groupe du 305e RATTT équipé de canons de 105 C modèle 1934 S et du IIe groupe du 309e RATTT équipé de canons de 105 C modèle 1935 B.
Le régiment ne dispose pas de batterie hors-rang, il n'a qu'un seul tracteur de dépannage Somua MCG et les munitions doivent être transportées dans des camionnettes.
Il combat avec la 3e division cuirassée pendant la campagne de France, notamment lors de la bataille de Stonne.